# Сет Маєрс
Сет Адам Маєрс (нар. 28 грудня 1973) — американський комік, письменник, продюсер, актор і телеведучий. Він веде телешоу «Late Night with Seth Meyers» на NBC. До цього він був учасником акторського складу та головним сценаристом телешоу «Saturday Night Live» (2001–2014) телеканалу NBC, а також вів рубрику пародійних новин телешоу «Weekend Update».

## Ранні роки життя та освіта
Мейерс народився в Еванстоні, штат Іллінойс, і виховувався в Окемосі, штат Мічиган, з чотирьох до десяти років, і після цього в Бедфорді, штат Нью-Гемпшир. Мати Маєрса, Гіларі Клер (до шлюбу Olson), була вчителькою французької мови, а його батько Лоуренс Маєрс-молодший працював у фінансовій сфері. Його молодший брат Джош Маєрс — актор.
Його дід по батьківській лінії був ашкеназьким єврейським емігрантом з Кальварії поблизу Маріямполя на території сучасної Литви. Незважаючи на цей родинний зв’язок, Маєрс якось на єврейському заході жартома сказав, що не вважає себе євреєм. Інші країни походження пращурів Маєрса — Чехія, Австрія, Хорватія (від бабусі по батьковій лінії), Швеція (від діда по матері), Англія та Німеччина. У шоу «Пошук власних корені» Сет виявив, що оригінальне прізвище його сім'ї, Тракіянський, було змінено його прадідом на Маєрс, на честь його батька Меєра Тракіянського.

## Кар'єра

### Saturday Night Live
Мейерс приєднався до акторського складу «Saturday Night Live» у 2001 році. У 2005 році його підвищили до керівника авторського колективу, а в січні 2006 року він став співавтором, поділяючи цю роль з Тіною Фей та Ендрю Стілом. У 2004 році він брав участь у відборі на співведучого з Фей телешоу Weekend Update, але програв Емі Полер. З відходом Фей Маєрс став головним автором сезону 2006–2007 рр., і також взяв на себе роль співавтора разом з Емі Полер програми «Weekend Update». Після відходу Полер Маєрс був одноосібним ведучим в 2008–2013 роках. У сезоні 2013–2014 рр. до Маєрса приєдналася Сісілі Стронг як співведуча.
У ефірі «SNL» Маєрс втілив образи таких персонажів, як Джон Керрі, Майкл Кейн, Андерсон Купер, Керот Топ, Принц Чарльз, Раян Сікрест, Шон Пенн, Стоун Філліпс, Тобі Магвайр, Пейтон Меннінг, Бен Кертіс (також відомий як Чувак Делл), Тай Пеннінгтон, Білл Кауер, Брайан Вільямс, Ніколет Шерідан, Уейд Робсон, Дональд Трамп-молодший, Том Круз і Кевін Федерлайн. У епізоді 29 сезону, який вела Ліндсі Лохан, він зобразив Рональда Візлі в пародії на Гаррі Поттера.

### Late Night
NBC оголосив 12 травня 2013 року, що Маєрс стане новим ведучим «Late Night» у 2014 році, наступником Джиммі Феллона, тоді як Феллон став ведучим «The Tonight Show». Маєрс почав працювати у цій ролі на «Late Night» 24 лютого 2014 року, а його першим гостем стала колишня соратниця по «SNL» та ведуча Weekend Update Емі Полер. Маєрс оголосив 10 лютого 2014 року, що лідером його гурту його телешоу «The 8G Band» буде колишній колега Маєрса з SNL Фред Армісен.

### Ведучий на врученнях премій
Мейерс двічі був ведучим церемонії вручення премії Веббі, у 2008 та 2009 роках. У 2009 році Маєрс був ведучим зборів компанії Microsoft на полі Safeco у Сіетлі. Маєрс був ведучим церемоній вручення нагороди ESPY 2010 та 2011 на ESPN. У квітні 2011 року Сет Маєрс був аедучим на вечірці Асоціації кореспондентів Білого дому. Під час вступного слова він пожартував щодо дій Осами бен Ладена, а саме, що бен Ладен вів власне післяобіднє телевізійне шоу на CSPAN. Маєрс не знав, що американська розвідка виявила бен Ладена, а SEAL планували ліквідацію Осами бен Ладена наступного дня. У 2014 році Маєрс був ведучим 66-тої церемонії вручення премії Primetime Emmy Awards. У 2018 році Маєрс бка ведучим 75-тої нагороди «Золотий глобус».
Маєрс казав, що на формування його як коміка вплинули Девід Леттерман, Монті Пайтон, Стів Мартін, Денніс Міллер, Мел Брукс, Вуді Аллен, Річард Прайор, П.Г. Вудгаус, Конан О'Браєн, та Джон Стюарт.

## Сет Маєрс і українці
Маєрс неодноразово у своїх жартах згадував Президента України Володимира Зеленського у зв'язку зі скандалом, що призвів до першого імпічменту Президента США Дональда Трампа. Зокрема у передачі від 21 листопада 2019 року він сказав, що від джерела з Державного департамнту США відомо, що Ґордон Сондленд казав Трампу, що Президент України Зеленський зробить усе для Трампа і що Зеленський любить зад Трампа.

## Особисте життя
Мейерс одружився з дівчиною з якою зустрічався п'ять років, адвокаткою Алексі Еш, у липні 2013 року. Вони одружились згідно єврейського обряду 1 вересня 2013 року на Мартас Віньярд. Мають двох синів: Еша Ольсена (2016) і Акселя Страля (2018) Розмовляючи з Джейком Таппером 4 грудня 2018 року в одному з епізодів «Late Night with Seth Meyers», Маєрс сказав, що, хоча він не єврей, його дружина є єврейкою; отже, їх двоє дітей виховуються євреями. Друге ім'я їхнього сина Акселя Штраля походить від прізвища бабусі і дідуся його дружини, які пережили Голокост.